# 莱鲁姆市镇
莱鲁姆市镇（瑞典語：Lerums kommun）是瑞典西部西约塔兰省的一个市镇，位于哥德堡的正东面。其治所位于莱鲁姆。